# 门簪

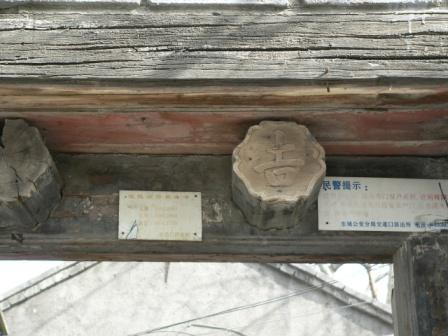
北京四合院的门簪

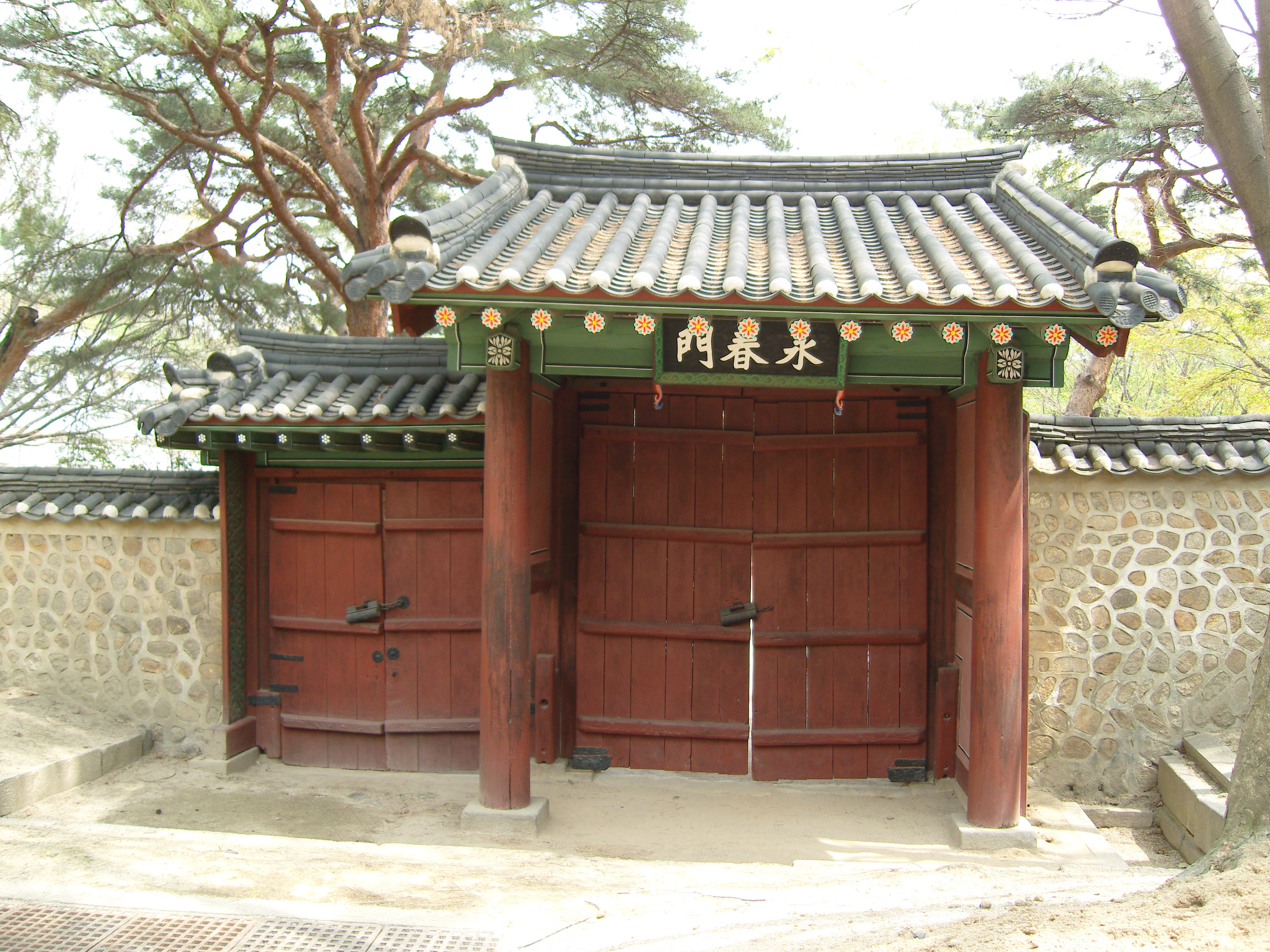
朝鮮式的门簪安裝在大門兩邊

门簪是中国、朝鮮传统建筑的大门构件，最早可能來自漢代的中國，與插梢（月掛籤）一組固定門楣與連楹，附以門印作為裝飾，若上門臼與門楣為一體成形，沒有連楹通常也會做一組門簪作為装饰作用。
门簪因和古代妇女使用的簪子相似而得名，中國建築中的門簪位于大门上方，朝鮮建築的門簪則位於大門上方左右楹柱上。其实用功能是将安装门扇上轴所用连楹固定在上槛，后演变为装饰物。门簪有方形、菱形、六角形、八角形等形状，装饰以图案或文字。
中國的门簪数量为两颗或四颗，其多寡体现等级的高低。等级较高的金柱大门、蛮子门均有四颗门簪，而等级较低的如意门只有两颗门簪。